# Геджеконду

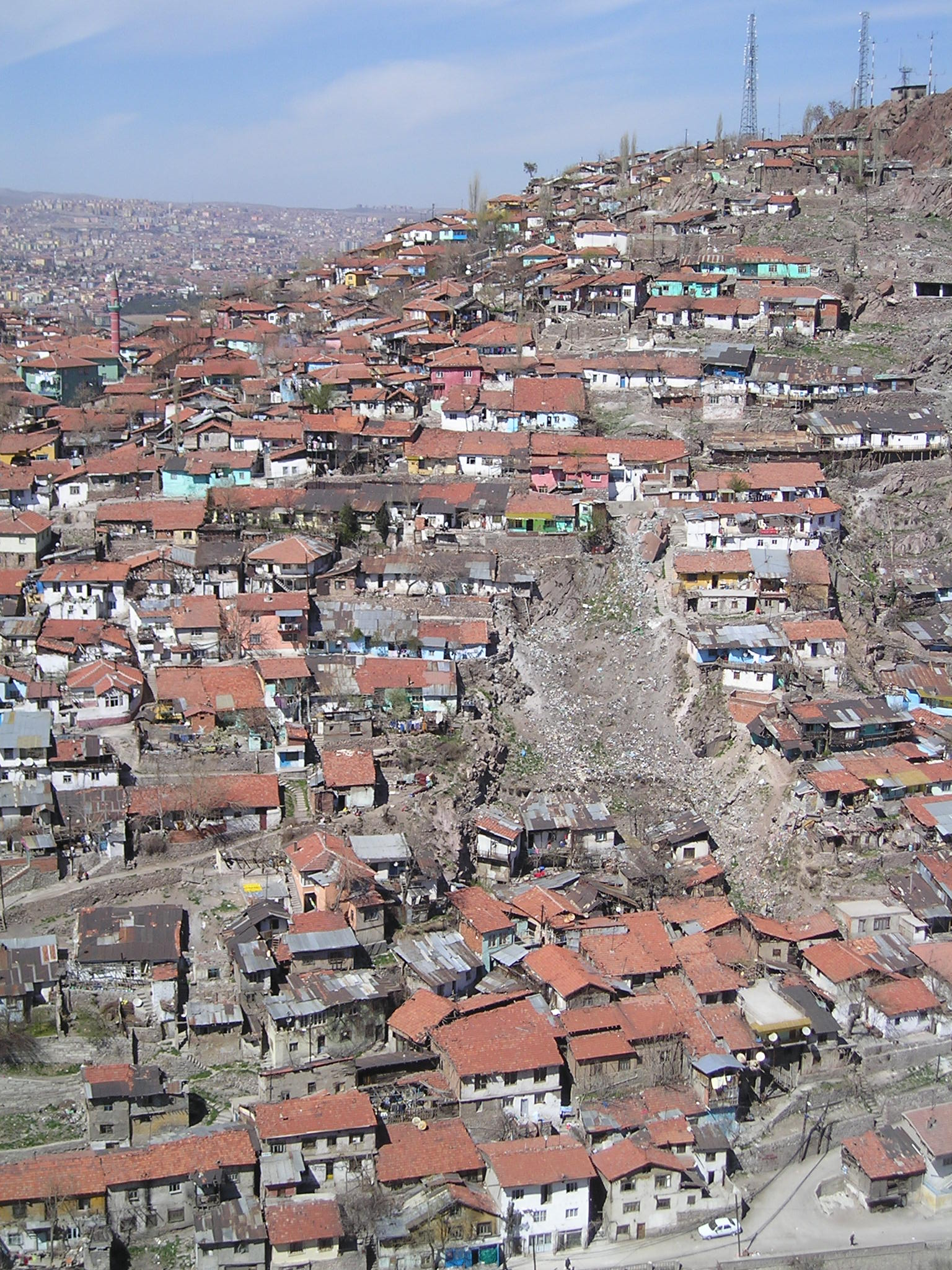
Геджеконду в Анкарі.

Геджеконду (тур. Gecekondu, букв. «Побудований за ніч») — специфічний турецький термін, що означає самочинно збудоване житло, як правило являє собою невпорядковану халупу. Назва подібного типу житла походить від турецького закону, згідно з яким споруда, що має чотири стіни й дах, нехай навіть абсолютно умовна і побудована нелегально, не може бути знесена, а повинна стати предметом судового розгляду; за час процесу вона цілком може добудовуватися, і більшість подібних справ закінчується рішенням залишити будівлю. Термін «геджеконду» у Туреччині може використовуватися і як синонім будь-якого дешевого і невпорядкованого житла.
У сучасній Туреччині будівництво цілих нетрів кварталів, що складаються з будинків-геджеконду, почалося в середині 1940-х років, термін «геджеконду» виник приблизно тоді ж. Спочатку вони будувалися на пустельних місцевостях навколо міських центрів (згодом стали околицями), але в низці міст, у тому числі в Анкарі, стали виникати навіть у центрах міст. У більшості випадків будинку-геджеконду зводилися мігрантами з сільської місцевості, при цьому часто конкретний квартал будувався вихідцями з конкретного села. Багато сучасних геджеконду як і раніше не мають елементарних зручностей, таких як електрика, водопровід і каналізація, і є центрами активності злочинних угруповань, торгівлі наркотиками та проституції. Турецькою поліцією у кварталах геджеконду часто проводяться спецоперації.
Наразі геджеконду продовжують існувати в багатьох великих містах Туреччини, зокрема в Стамбулі, Анкарі, Ізмірі. На думку дослідника Роберта Ньювірта, в Стамбулі в них проживає близько шести мільйонів осіб. Урядом Туреччини вживаються заходи щодо поступового розселення геджеконду.